# Sylvain Verdet
Sylvain Verdet est un directeur de la photographie français.

## Biographie
Diplômé de l'école Louis Lumière (Promotion « Cinéma » 1998), Sylvain Verdet est connu pour sa collaboration avec Clément Cogitore.

## Filmographie
- 2006 : Chroniques de Clément Cogitore (court métrage)
- 2011 : Bielutine de Clément Cogitore (court métrage)
- 2012 : Parmi nous de Clément Cogitore (court métrage)
- 2013 : Deux automnes trois hivers de Sébastien Betbeder
- 2015 : Pitchipoï de Charles Najman
- 2015 : Ni le ciel ni la terre de Clément Cogitore
- 2016 : Marie et les naufragés de Sébastien Betbeder
- 2017 : Kiss and Cry de Chloé Mahieu et Lila Pinell
- 2017 : Braguino de Clément Cogitore
- 2018 : Ultra Pulpe de Bertrand Mandico (court-métrage, sélectionné à la semaine de la critique au festival de Cannes)
- 2019 : Debout sur la montagne de Sébastien Betbeder
- 2019 : La Fille au bracelet de Stéphane Demoustier
- 2022 : Goutte d'Or de Clément Cogitore
- 2024 : Une vie rêvée de Morgan Simon

## Régie Lumière
- 2019 : Les Indes Galantes de Jean-Philippe Rameau, mise en scène de Clément Cogitore, à l'Opéra Bastille, Paris.

## Distinctions

### Nominations
- Prix Lumières 2016 : Meilleure photographie (prix CST) pour Ni le ciel ni la terre